# Bullet Tooth Records
Bullet Tooth Records è un'etichetta statunitense di musica hardcore punk, metalcore, metal e rock nata dalle
ceneri della Trustkill Records nel 2010.

## Artisti
- Awaken Demons
- Deception Of A Ghost
- First Blood
- The Great American Beast
- Kid Liberty
- Memphis May Fire
- Most Precious Blood
- Soldiers
- Victory In Numbers